# Sân vận động Sarrià
Sân vận động Sarrià (tiếng Catalunya: Estadi de Sarrià; phát âm tiếng Catalunya: [əsˈtaði ðə səriˈa]; tiếng Tây Ban Nha: Estadio de Sarrià) là một sân vận động bóng đá nằm ở quận Sarrià thuộc Barcelona, Catalunya, Tây Ban Nha. Đây là sân nhà của RCD Espanyol từ năm 1923 đến năm 1997.